# Gilby Clarke

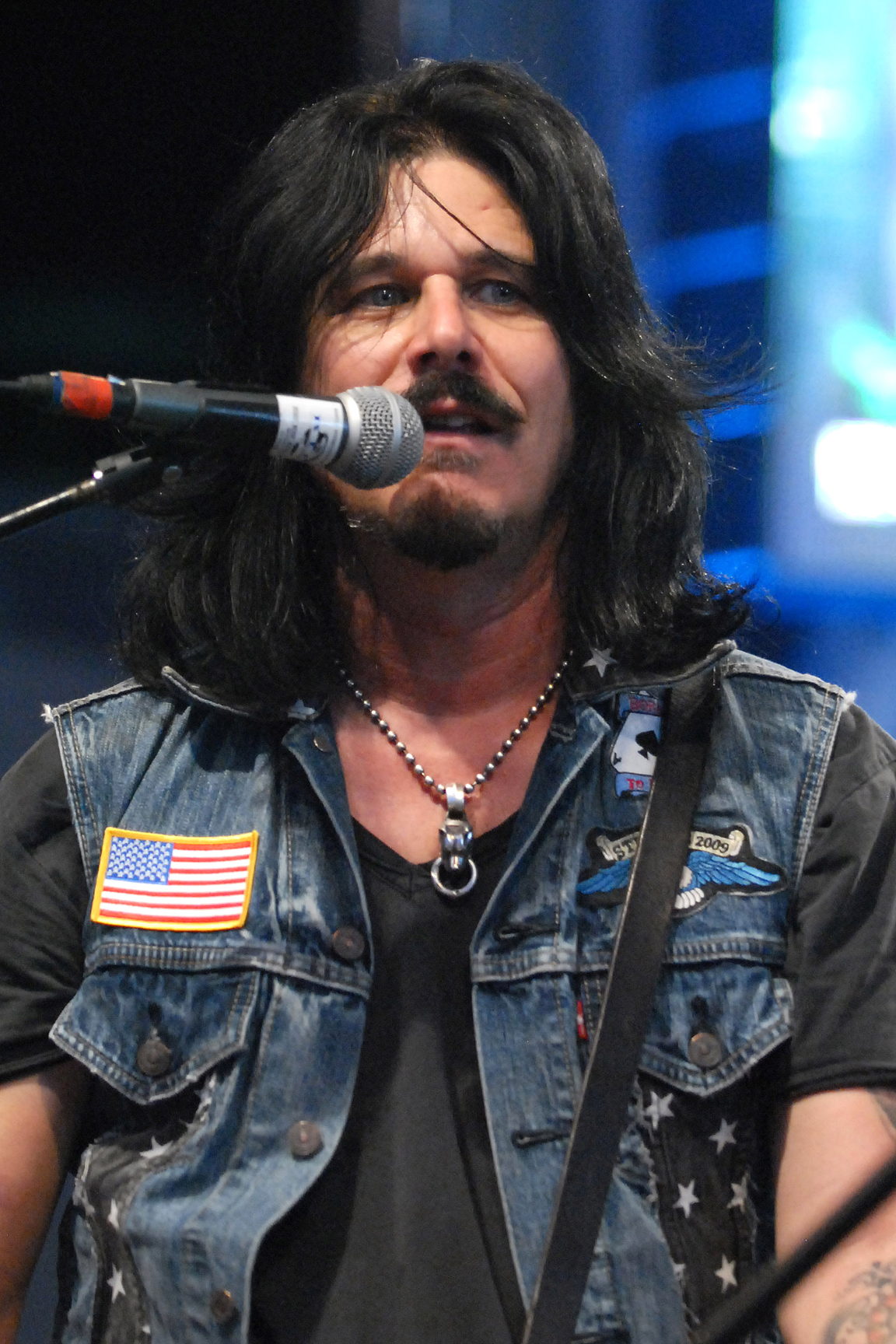
Gilby Clarke (2012)

Gilby Clarke (* 17. August 1962 in Cleveland, Ohio) ist ein US-amerikanischer Gitarrist.

## Leben
Clarke ersetzte 1991 Izzy Stradlin bei der Rockband Guns N’ Roses an der Rhythmus-Gitarre und war Teil der Besetzung auf der mehrjährigen Use Your Illusion Tour. 1993 beteiligte er sich an den Studioaufnahmen zum Album The Spaghetti Incident?. Ein Jahr später warf ihn der Sänger Axl Rose aus der Band, nachdem Clarke sich gegenüber der Presse negativ über ihn geäußert hatte; überdies warf Rose Clarke vor, keinen konstruktiven Beitrag zum Songwriting der Band geleistet zu haben. Seitdem nahm Clarke unter anderem mehrere Soloalben auf und ist auch auf dem 1995er Album von Slash’s Snakepit zu hören.
Im Jahre 2006 gründete er zusammen mit Tommy Lee (Mötley Crüe) und Jason Newsted (ex-Voivod und ex-Metallica) die Band Rock Star Supernova.

## Diskographie
Soloalben
- Pawnshop Guitars (1994)
- Blooze (1995)
- The Hangover (1997)
- Rubber (1998)
- 99 Live (1999)
- Swag (2002)
- Gilby Clarke (2007)
- The Gospel Truth (2021)

mit Candy
- Whatever Happened to Fun (1985)
- Teenage Neon Jungle (Rare & Unreleased) (2003)

mit Kill for Thrills
- Commercial Suicide (1988)
- Dynamite From Nightmareland (1990)

mit Guns N' Roses
- The Spaghetti Incident? (1993)
- Live Era: '87-'93 (1999)
- Guns N’ Roses: Greatest Hits (2004)

mit Slash’s Snakepit
- It’s 5 o'clock Somewhere (1995)

mit Col. Parker
- Rock n’ Roll Music (2001)

mit Nancy Sinatra
- Nancy Sinatra: California Girl (2002)

mit Rock Star Supernova
- Rock Star Supernova (2006)

auf Compilations
- Various – Spacewalk: A Salute To Ace Frehley (1996)